# Rimondeix
Rimondeix è un comune delegato di 94 abitanti situato nel dipartimento della Creuse nella regione dell'Aquitania-Limosino-Poitou-Charentes. Comune autonomo fino al 2015, dal 1º gennaio 2016 si è fusa con il comune di Parsac per formare il nuovo comune di Parsac-Rimondeix.

## Società

### Evoluzione demografica
Abitanti censiti